# دوك جونستون
دوك جونستون (بالإنجليزية: Doc Johnston)‏ هو لاعب كرة قاعدة أمريكي، ولد في 9 سبتمبر 1887 في كليفلاند في الولايات المتحدة، وتوفي في 17 فبراير 1961 في تشاتانوغا في الولايات المتحدة.

## وصلات خارجية
- دوك جونستون على موقعبيزبول رفرنس.كوم (الدوري الرئيسي) (الإنجليزية)
- دوك جونستون على موقعبيزبول رفرنس.كوم (الدوري الثانوي) (الإنجليزية)